# Al-Zubeir Rahma Mansour

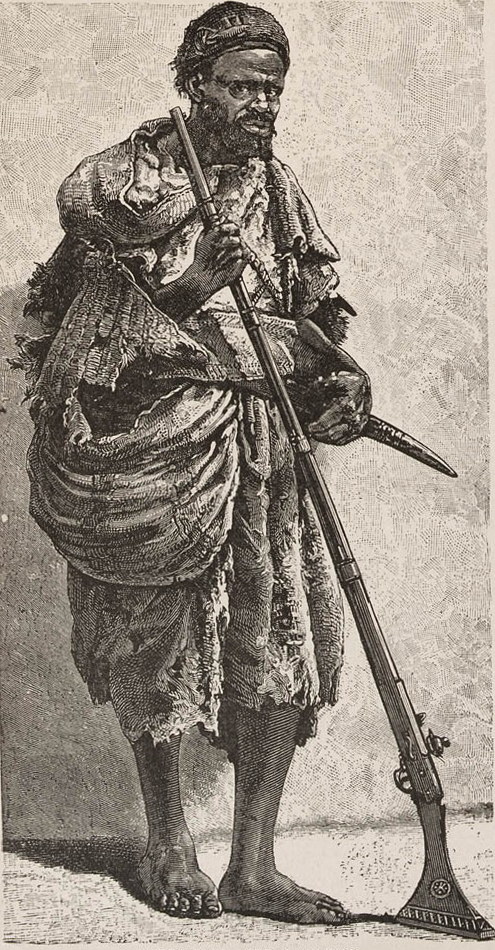
Al-Zubeir Rahma Mansour selon une illustration propagandiste de 1889.

Al-Zubeir Rahma Mansour (arabe: الزبير رحمة منصور) (Zubeir Pacha, 1830 - janvier 1913) est un marchand d’esclaves soudanais de la fin du XIXe siècle devenu prince indépendant de l'Empire ottoman, de 1867 à 1875, puis conseiller, à partir de 1899, du gouverneur du Soudan anglo-égyptien.

## Biographie
Le prince marchand Zubeir Pacha, un Bahara du haut Nil, est d’abord employé d’un commerçant arabe. Il commence en 1856 à créer son propre réseau de zariba (entrepôts) notamment en contractant des alliances avec les Kreich et les Zande. Soutenu par une armée dévouée de bazinger (miliciens), il lance depuis sa résidence Dem Nduggu des raids sur les pays limitrophes, notamment le Darfour, le Tchad et la vallée de l’Uele. Il se proclame indépendant en 1867 dans la région comprise entre l’Oubangui, le Nil Blanc et la rivière Kotto, et s’octroie le titre de cheikh, refusant de payer des taxes à l’administration égyptienne. Son règne se solde par le retrait des Européens de la confrérie des commerçants du haut Nil et par une amorce de dépopulation locale.
En 1872, Zubeir Pacha vainc et tue l’aventurier Mohamed al-Boulalaoui. Le khédive doit reconnaître son pouvoir et le nomme gouverneur du Bahr el-Ghazal en décembre 1873.
En octobre 1874, Zubeir Pacha s’empare du Darfour pour le compte du khédive d’Égypte. Il envisage de se passer des intermédiaires égyptiens et d’utiliser une liaison directe avec Benghazi par El Giof. Son influence inquiète les Égyptiens, qui l’emprisonnent lors de sa visite au Caire en 1875. Son fils, Soliman bey, réunit une armée pour le libérer, mais est battu et tué par les troupes égyptiennes le 15 juillet 1879.
Un des lieutenants de Zubeir Pacha, Rabah Fadlallah (v.1840-1900), refuse d’abandonner la lutte. Il s’établit au Dar Kouti et ravage les pays du sud. Puis à la tête d’une armée d’anciens esclaves, il part à la conquête des royaumes du Nord. En 1879, il conquiert le Dar Rounga ; en 1880, il soumet les tribus banda et nzakara ; en 1882, il atteint la région du Gribingui qu’il dévaste. Jusqu’en 1885, il ne rencontre aucune résistance sérieuse, car il a évité l’affrontement direct avec les États bien organisés.
En 1884, Charles Gordon suggère que Zubeir Pacha pourrait être envoyé au Soudan pour s’opposer au Mahdi, mais l’idée est rejeté par les Britanniques à cause du passé esclavagiste de Zubeir. Soupçonné de connivence avec le Mahdi, Zubeir est exilé à Gibraltar par les Britanniques en mars 1885. Il est de retour à Khartoum en 1899 à la demande du gouverneur du Soudan Reginald Wingate, et devient conseiller du nouveau gouvernement du Soudan anglo-égyptien, tout en exploitant une grande propriété foncière. Il meurt en 1913 dans son village d’origine, à Geili, situé dans le Kordofan.